# Claire Johnson
Claire Johnson est une femme politique canadienne.
Elle représente la circonscription de Moncton-Sud à l'Assemblée législative du Nouveau-Brunswick depuis les élections provinciales de 2024.
Elle est ministre de l’Éducation et du Développement de la petite enfance dans le gouvernement libéral de Susan Holt.

## Biographie
Claire Johnson est Monctonienne.
Elle obtient un baccalauréat en nutrition en 2002 à l’Université de Moncton, puis, dans la même université, une maîtrise en administration publique en 2011. Elle obtient ensuite un doctorat en santé des populations en 2019 à l’École interdisciplinaire des sciences de la santé de l’Université d’Ottawa. Claire Johnson est francophone et, au cours de ses études, elle a étudié un semestre dans une université française.
Au cours de sa carrière professionnelle, elle exerce des fonctions de diététiste au Réseau de la santé Vitalité et au Service correctionnel du Canada ainsi que de professeure adjointe en gestion des services de la santé à l'École des hautes études publiques de l'Université de Moncton.